# GNZ48

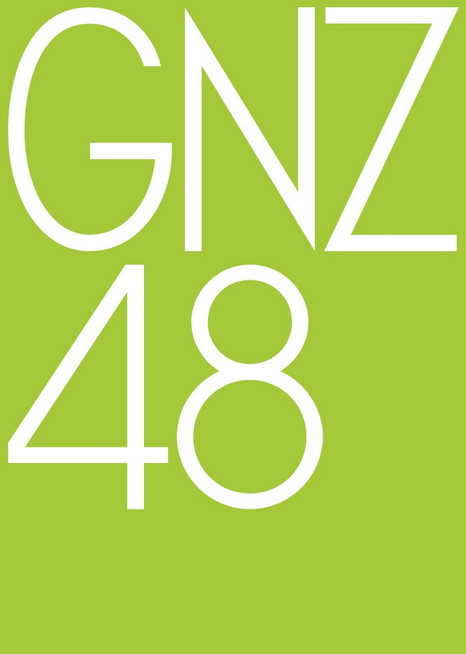
GNZ48象徵標誌

GNZ48是一個在2016年於广东廣州成立的中國大型女团，為SNH48的姊妹團體，隸屬於廣州絲芭文化傳媒有限公司。GNZ48的基本定位同樣是秉承SNH48的基本定位，基於「可面對面偶像」的造星理念，具備互聯網思維和參與感精神的近距離養成式大型青春女团，充分吸收SNH48的模式特色和運營經驗，並進行區域化改造。GNZ48目前分為Team G、Team NIII、Team Z三支隊伍。

## 概要
GNZ48是一個以广州為中心活動的中國本土化大型女团，組合名稱取自「廣州」拼音（Guangzhou）的縮寫「GNZ」，于部分场合会使用“初心女孩”之名称。為SNH48的首兩個姊妹團體之一（另一個為BEJ48）。2016年4月20日，絲芭傳媒於北京舉行發布會，宣布GNZ48成立，並啟動一期生招募活動。其專屬表演場地「GNZ48星夢劇院」位於廣州天河區中泰國際廣場，於2016年4月29日開業。組合第一批成員由SNH48部分五期生與部分未出道的六期生移籍組成。
GNZ48成立時共有兩隊，分別是G隊和N隊。由於GNZ48是屬於SNH48經紀公司絲芭傳媒成立的姊妹團體，並非如SNH48般由AKB48的運營商AKS直接授權建立，因此GNZ48並非AKB48集團，G隊和N隊的英文名稱亦未有按AKB48集團隊伍順序命名，而是直接命名為Team G和Team NIII。

## 歷史

### 2016年
2016年4月20日，絲芭傳媒於北京舉行發布會，宣布SNH48姊妹團體BEJ48與GNZ48成立，並啟動GNZ48一期生招募活動，GNZ48正式成军。
4月29日，專用劇場「GNZ48星夢劇院」正式開業；同日，Team G舉行「劇場女神」公演首演。4月30日，Team NIII舉行「我的太陽」公演首演。
7月13日，GNZ48“星梦校园行”活動開始啟動，與SNH48“星梦校园行”活動模式相同。8月26日，於廣州中山紀念堂進行首場演唱會「“爱音乐 翼起来”GNZ48夢想起航 Show Case 演唱会」。9月19日，發行第1張EP《你所不知道的我》。
10月1日，於Team G“剧场女神”國慶特別公演上發表以下事項：一期生黃黎蓉、向芸升格為Team G成員；曾艾佳獲委任為第一任Team G隊長，高源婧為副隊長。同日，运营方公布20名一期生成员。
10月2日，於Team NIII“我的太阳”國慶特別公演上發表以下事項：一期生戴欣佚、李伊虹升格為Team NIII成員；劉力菲獲委任為第一任Team NIII隊長，劉倩倩為副隊長。
10月14日，Team G舉行「心的旅程」公演首演。10月23日，18名一期生升格正式成員，組成新隊伍Team Z。
11月1日，GNZ48聯合SNH48、BEJ48、SHY48開始招募SNH48八期生、BEJ48二期生、GNZ48二期生及SHY48二期生。11月18日，Team Z舉行「專屬派對」公演首演。

### 2017年
2017年1月16日，發行第2張EP《BOOM! BOOM! BOOM!》。3月24日，Team NIII舉行「第一人稱」公演首演。
4月8日，舉行「GNZ48粉丝文化祭」。4月13日，發行第3張EP《I.F》。4月20日，GNZ48联合BEJ48、SHY48開始招募三期生。4月29日，于“出道一周年”特别公演上公布14名升格为正式成员的二期生。
7月25日，运营方公布GNZ48星梦剧院2016年度剧场MVP，分别由Team G成员谢蕾蕾、Team NIII成员郑丹妮、Team Z成员王盈获得。7月28日，GNZ48首部記錄片《四十八分之七-GNZ48青春实录》發佈。7月29日，GNZ48聯合SNH48、BEJ48、SHY48、CKG48開始招募SNH48九期生、BEJ48四期生、GNZ48四期生、SHY48四期生、CKG48二期生。
8月11日，Team G舉行「双面偶像」公演首演。9月15日，Team Z举行「代号•林和西」公演首演。9月16日，于Team Z「代号•林和西」公演上发表以下事项：農燕萍獲委任為第一任Team Z隊長，龍亦瑞為副隊長；公布Z队原创公演「三角函数」正式启动。9月23日，發行第4張EP《SAY NO》。
10月1日，三期生成员舉行「偶像研究计划」公演首演，同时在首演上公布13名三期生成员。10月30日，GNZ48聯合招商銀行發行2017偶像年度人氣總決選GNZ48 TOP3成員刘力菲、谢蕾蕾、郑丹妮偶像專屬小偶像储蓄卡。
11月23日，于预备生「偶像研究计划」公演上发表以下事项：公布6名四期生成员；预备生毕瑞珊、何梦瑶、梁婉琳、余芷媛升格为Team Z成员，并于12月31日正式完成升格。
12月3日，GNZ48聯合SNH48、BEJ48、SHY48、CKG48開始招募SNH48十期生、BEJ48五期生、GNZ48五期生、SHY48五期生、CKG48三期生。12月24日，聯同SNH48 Group，發行第5張EP《甜蜜盛典》。

### 2018年
1月12日，Team Z舉行「三角函数」公演首演。3月28日，聯同SNH48 Group，發行第6張EP《抱紧处理》。
4月2日，在SNH48 Group专属狼人杀APP《48狼人杀》举办狼人杀马拉松。4月6日—8日，发行GNZ48出道两周年纪念写真集《你所不知道的…》，也是GNZ48首本写真集。4月27—30日，联同BEJ48在SNH48 Group专属狼人杀APP《48狼人杀》举办《悠点泰度》大型狼人杀马拉松对抗赛，超过百位成员在4天时间里轮流进行48场马拉松式直播比赛。
4月29日，於劇場兩周年紀念公演上發表以下事項：公布GNZ48星梦剧院2017-2018年度剧场MVP，分别由Team G成员谢蕾蕾、Team NIII成员郑丹妮、Team Z成员龙亦瑞获得；公佈6名五期生成員；预备生黄楚茵升格为Team G成员，预备生吴羽霏升格为Team NIII成员，预备生叶晓梦升格为Team Z成员，并于6月1日正式完成升格；曾艾佳和高源婧分别辭任Team G隊長與副隊長职务，队长职务由羅寒月接任，副隊長待定；公布全新原创公演「Miss」系列，分别为Team G的「Victoria.G」、Team NIII的「Fiona.N」、Team Z的「Mia.Z」。
5月14日，运营方发布公告，由于Team G成员朱怡欣有严重违规行为，决定将其降格为预备生。6月17日，開始招募六期生。
7月6日，Team NIII舉行「Fiona.N」公演首演。7月8日，于Team G「双面偶像」公演的第五届总选举中报公布环节结束后，再发表以下事项：预备生朱怡欣升格为Team G成员，并于8月10日正式完成升格。
10月5日，于预备生「偶像研究计划」周年特别公演上发表以下事项：公布4名六期生成员；预备生引入淘汰制度，于2018年12月1日起实行。每赛季结束后，评分未及合格线的预备生将暂停安排一切活动，留待观察。正式成员则计划同时引入评分降格制度；预备生符冰冰、罗可嘉、林芝、徐佳音升格为Team G成员，并于10月26日正式完成升格。
10月6日，GNZ48 TOP16成员于深圳万象天地举行“PVC姐妹情深”巡演。

### 2019年
2019年1月19日，GNZ48聯合SNH48、BEJ48開始招募SNH48十二期生、BEJ48七期生、GNZ48七期生、SNH48 Group海外練習生。
3月29日，发行第8张EP《HERO》。
5月1—4日，GNZ48举行了「GNZ48三周年狂欢周」系列活动，并发表了以下事项：Team G、Team NIII、Team Z分别于5月1日、2日、3日举行「十八个闪耀瞬间」公演首演；SNH48 Team HII成员张昕兼任Team NIII；黄楚茵获委任为Team G第二任副队长；Team G谢蕾蕾、Team NIII郑丹妮、Team Z杨媛媛获得GNZ48星梦剧院2018-2019年度剧场MVP。
5月25日，GNZ48聯合SNH48、BEJ48開始招募SNH48十三期生、BEJ48八期生、GNZ48八期生、SNH48 Group海外練習生。
7月5日，Team G举行「Victoria.G」公演首演。9月15日，于Team NIII“十八个闪耀瞬间”公演上发表以下事项：公布1名七期生成员吴思琪；IDOLS Ft司珀琳获得TeamZ的代役资格；海外练习生徐佳音回归GNZ48，并加入Team NIII。
10月16日，运营方发布公告，由于Team NIII成员孙馨有严重违规行为，决定对其作出即日起无限期暂停剧场公演，停止一切工作安排的处罚。10月26日，于Team Z「三角函数」公演上公布2名七期生成员刘果、马昕玥。
‪11月11日，GNZ48联合SNH48、BEJ48开始招募SNH48十四期生、BEJ48九期生、GNZ48九期生。‬

### 2020年
2020年1月1日，于《Call爆你3001》全团联合公演上发表以下事项：公布1名七期生成员莫昕；IDOLS Ft王梓获得TeamZ的代役资格；IDOLS Ft司珀琳升格至TeamZ。
2月12日，运营方发布公告，由于Team NIII成员唐莉佳、左婧媛有严重违规行为，决定将两人降格为未入列成员。另外，对左婧媛作出无限期暂停其所有工作的处罚。
4月8日，絲芭傳媒宣布SNH48 Group將派出7位成員參加由騰訊視頻出品的女團選秀綜藝節目《創造營2020》，包括GNZ48成員陳珂。
5月5日，于《广·你爱我·芭》线上公演最终场暨四周年全团联合公演上，公布GNZ48星梦剧院2019-2020年度剧场MVP，分别由Team G成员梁娇、Team NIII成员卢静、Team Z成员杨媛媛获得。5月13日，絲芭傳媒宣布SNH48 Group將派出16位成員參加由騰訊視頻出品的偶像團體競演節目《炙熱的我們》，包括GNZ48成員劉力菲、鄭丹妮、張瓊予。
6月13日，于《夏至》线上公演最终场暨SNH48 GROUP第七届偶像年度人气总决选启动仪式上发表以下事项：在保留Team G、Team NIII、Team Z三支队伍的基础上，同步实行公演班级制度，增设「4班」（Class 4）和「8班」（Class 8），GNZ48所有正式成员及预备生将被重新分配加入两个班级当中，未来GNZ48将以队伍或班级的形式进行公演演出；公布3名八期生成员石竹君、杨若惜、张书瑀。
6月25日，4班举行「Waiting 4（肆）」公演首演。6月26日，8班举行「无限♾（捌）」公演首演。
8月15日，GNZ48聯合SNH48、BEJ48開始招募SNH48十五期生、BEJ48十期生、GNZ48十期生。9月6日，运营方宣布，未入列成员左婧媛恢复正式成员资格，加入Team NIII。
10月1日，于全团联合公演上发表以下事项：公布2名八期生成员吕曼菲、谢慧先；IDOLS Ft高蔚然、IDOLS Ft曾佳获得GNZ48的代役资格；宣布将实施首次团体重组，发布偶像重组计划，为期两个月。在此期间，将跟踪拍摄全方位展现新队伍的组建过程，新队伍将通过队长选举、队员招募等各个环节，以及4周的公演竞演舞台，从而完成最终的队伍重组。同时，加入粉丝参与机制；宣布未入列成员刘果、吴思琪、马昕玥、莫昕、石竹君、杨若惜、张书瑀，自出道以来表现突出，符合升格资格，将一同参加偶像重组计划；于年末举行原队伍的千秋乐公演。
11月15日，于《组了个寂寞团了个魂Call爆你3002》公演结束后发表以下事项：未入列成员刘果、莫昕、吴思琪、石竹君、杨若惜升格为Team NIII成员。未入列成员马昕玥、张书瑀、唐莉佳升格为Team Z成员；罗寒月留任Team G队长职务，黄楚茵辞任Team G副队长职务，副队长待定。刘力菲和刘倩倩分别辞任Team NIII队长与副队长职务，队长职务由吴羽霏接任，副队长待定；农燕萍辞任Team Z队长职务，由龙亦瑞接任，副队长待定。
12月30日，运营方发布公告，由于Team G成员谢蕾蕾有严重违规行为，决定取消其GNZ48正式成员资格。另外，对谢蕾蕾作出除已安排工作外，暂停一切工作安排的处罚。

### 2021年
2021年1月1日，于《滚蛋吧！2020》特殊公演上发表以下事项：公布5名九期生成员；IDOLS Ft曾佳升格至Team NIII，IDOLS Ft高蔚然、王梓升格至Team Z。
1月16日，GNZ48聯合SNH48、BEJ48開始招募SNH48十六期生、BEJ48十一期生、GNZ48十一期生。
2月6日，运营方公布2020年GNZ48《偶像重组计划》最终结果，包括最终队伍名单和最终获胜队伍，最终获胜队伍为Team G。同日，于《拜个早年》联合公演结束后，未入列成员谢蕾蕾在GNZ48星梦剧院的入口处前，为之前的严重违规行为向粉丝公开道歉。
5月3日，于五周年全团联合公演上发表以下事项：预备生江雨航、吕曼菲升格为Team NIII成员；公布3名十期生成员和IDOLS Ft张幼柠获得GNZ48的代役资格；公布2021年度最受欢迎个人奖，其中金、银、铜奖分别由Team G成员朱怡欣和Team G成员陈珂、Team G成员张琼予和Team NIII成员吴羽霏、Team NIII成员张昕和Team Z成员方琪获得。
8月6日，Mnet出品的女團選秀綜藝節目《Girls Planet 999》首播，SNH48 Group派出4位成員參加，包括GNZ48成員梁娇、梁乔。
8月7日，GNZ48聯合SNH48、BEJ48、CKG48開始招募SNH48十七期生、BEJ48十二期生、GNZ48十二期生、CKG48五期生。
8月12日，运营方宣布，预备生左婧媛恢复正式成员资格，加入Team NIII。
9月27日，运营方发布公告，由于预备生成员郑奕雯有严重违背风序良俗的行为，决定取消其GNZ48预备生成员资格，并开除出团。
10月12日，运营方发布公告，由于Team G成员陈佳莹未经允许私自在第三方直播平台进行连麦，有严重违规行为，决定将其降格为预备生。
11月7日，于《Call爆你3003》全团联合公演上发表以下事项：罗寒月辞任Team G队长职务，由黄楚茵接任。罗可嘉获委任为Team G第三任副队长；吴羽霏留任Team NIII队长职务，刘力菲获委任为Team NIII第二任副队长；龙亦瑞留任Team Z队长职务，马昕玥获委任为Team Z第二任副队长。预备生陈泓宇升格为Team G成员。
12月25日，于《万圣诞 主题》豪华完整版公演上，公布4名十一期生成员。
12月31日，于跨年特别公演上，宣布CKG48成员张幼柠移籍至GNZ48 Team Z，预备生周培溪升格为Team Z成员。

### 2022年
2022年1月23日，于《牛年Farewell》公演上，公布GNZ48星梦剧院2020-2021年度剧场MVP，分别由Team G成员朱怡欣、Team NIII成员郑丹妮、Team Z成员唐莉佳获得。
2月22日，运营方发布公告，由于Team NIII成员左婧媛有严重违规行为，决定解除其GNZ48正式成员身份。
3月11日，GNZ48联合SNH48、BEJ48、CKG48开始招募SNH48十八期生、BEJ48十三期生、GNZ48十三期生、CKG48六期生。
4月19日，运营方发布公告，由于Team G成员曾艾佳、朱怡欣有严重违规行为，决定将两人降格为预备生。
4月30日，Team Z举行「他们所不知道的TEAM Z」公演首演。
5月1日，Team G举行「他们所不知道的TEAM G」公演首演。
5月2日，Team NIII举行「他们所不知道的TEAM NIII」公演首演。
5月4日，于第二届幼稚园运动会特殊公演上，公布2名十二期生成员。
5月21日，于广州中山纪念堂举行“你是我的星光”GNZ48答谢演唱会和“他们所不知道的我们”六周年演唱会。
7月21日，运营方发布公告，由于Team Z成员张书瑀有严重违规行为，决定将其降格为预备生。
8月20日，GNZ48联合SNH48、BEJ48、CKG48开始招募SNH48十九期生、BEJ48十四期生、GNZ48十四期生、CKG48七期生。
8月23日，运营方宣布，预备生曾艾佳、朱怡欣恢复正式成员资格，分別加入Team G和Team NIII。
10月2日，于《梦想奋进计划-致每个不眠之夜/与星空手牵手》公演上，公布20名十三期生成员。

### 2023年
2023年1月15日，于《NICE 兔 MEET YOU》全团联合公演上发表以下事项：进行全团重组。预备生林恩同、刘欣媛升格为Team G成员；预备生黄汝彤、陆靖婷、王语晨升格为Team NIII成员；预备生张书瑀升格为Team Z成员；IDOLS Ft成员石竹君、谢菲菲分别移籍至Team NIII和Team Z；各队现任队长和副队长即日起卸任。
1月17日，运营方发布公告，由于Team NIII成员江雨航有严重违规行为，决定将其降格为预备生。
2月25日，GNZ48联合SNH48、BEJ48、CKG48、CGT48开始招募SNH48十九期生、BEJ48十五期生、GNZ48十五期生、CKG48八期生、CGT48一期生。
4月15日，Team G、Team Z分别举行「启程：TEAM G」、「启程：TEAM Z」公演首演。 
4月16日，Team NIII举行「启程：TEAM NIII」公演首演。
5月7日，举行「偶像研究计划-与你手牵手度过的每个不眠之夜」公演首演，同时，在首演上公布3名十四期生成员。
6月30日，运营方发布公告，由于Team G成员陈泓宇有严重违规行为，决定取消其正式成员身份。
8月5日，于2023 SNH48 GROUP年度青春盛典演唱會宣布各队新任队长名单，分别是：Team G成员杨若惜、
Team NIII成员卢静、Team Z成员龙亦瑞。同日，GNZ48联合SNH48、BEJ48、CKG48、CGT48开始招募SNH48二十期生、BEJ48十六期生、GNZ48十六期生、CKG48九期生、CGT48二期生。

## 活动
| 名稱                                                           | 日期    | 地點             | 備註                     |
| -------------------------------------------------------------- | ------- | ---------------- | ------------------------ |
| 2016年                                                         |         |                  |                          |
| “爱音乐 翼起来”GNZ48夢想起航 Show Case演唱会                   | 8月26日 | 廣州中山紀念堂   |                          |
| 2018年                                                         |         |                  |                          |
| GNZ48 TOP16「PVC 姐妹情深」深圳巡演                            | 10月6日 | 深圳万象天地剧场 |                          |
| 2022年                                                         |         |                  |                          |
| “你是我的星光”GNZ48答谢演唱会 “他们所不知道的我们”六周年演唱会 | 5月21日 | 廣州中山紀念堂   | 哔哩哔哩直播（付费观看） |
| 2023年                                                         |         |                  |                          |
| “启程”GNZ48七周年演唱会                                        | 5月13日 | 廣州中山紀念堂   | 口袋48直播               |

## 演出

### 影视作品

#### 电视剧
| 播出时间      | 名称   | 电视频道 | 参与成员 | 备注                  |
| ------------- | ------ | -------- | -------- | --------------------- |
| 2020年2月12日 | 芸汐传 | 湖南卫视 | 谢蕾蕾   | 与SNH48 Group成员共演 |

#### 网络剧
| 播出时间       | 名称     | 播放平台 | 参与成员 | 备注                  |
| -------------- | -------- | -------- | -------- | --------------------- |
| 2018年6月25日  | 芸汐传   | 爱奇艺   | 谢蕾蕾   | 与SNH48 Group成员共演 |
| 2020年10月21日 | 如意芳霏 | 爱奇艺   | 郑丹妮   | 与SNH48 Group成员共演 |
| 待播出         | 小夜曲   | 待定     | 谢蕾蕾   | 与SNH48 Group成员共演 |

#### 网络电影
| 播出时间 | 名称       | 参与成员               |
| -------- | ---------- | ---------------------- |
| 2018年   | 狄大人驾到 | 郑丹妮、谢蕾蕾（客串） |

### 节目

#### 电视节目
| 播出時間                      | 名称                    | 电视频道   | 集数   | 备注                                            |
| ----------------------------- | ----------------------- | ---------- | ------ | ----------------------------------------------- |
| 2020年7月13日－9月28日        | 艺脉相承特别版·星梦学院 | 广东综艺4K | 12集   | 《谁是流量王——艺脉相承》特别节目                |
| 2020年10月22日－12月24日      | 师父来了                | 广东综艺4K | 11集   | 直播节目 每集安排两名成员作为主持参与           |
| 2021年7月17日－2022年11月19日 | 爱宠笑园                | 广东综艺4K | 连载中 | 卢静作为主持参与 部分集数亦安排其他成员共同参与 |
| 2022年11月20日－12月19日      | 开心世界杯              | 广东综艺4K | 24集   | 共六位成员参与 每集安排两名成员作为主持参与     |

#### 电台节目
| 播出時間                      | 名称  | 播放平台 | 集数 | 备注   |
| ----------------------------- | ----- | -------- | ---- | ------ |
| 2017年5月5日－7月20日         | GNzzZ | 粤听APP  | 12集 | 第一季 |
| 2017年12月25日－2018年4月23日 | GNzzZ | 粤听APP  | 8集  | 第二季 |

#### 网络節目
| 播出時間                      | 名称                                       | 播放平台               | 集数              | 备注                                  |
| ----------------------------- | ------------------------------------------ | ---------------------- | ----------------- | ------------------------------------- |
| 2016年7月11日－10月24日       | GNZone                                     | 騰訊視頻、bilibili     | 10集（2集番外篇） |                                       |
| 2020年3月7日－5月1日          | GNZone                                     | 口袋48                 | 8集               | 直播对抗赛                            |
| 2017年2月10日－11月15日       | GNZero-〇蛋厨房                            | 騰訊視頻、bilibili     | 13集（2集特别篇） | 第一季                                |
| 2017年12月7日－2018年2月16日  | GNZero-〇蛋厨房                            | 騰訊視頻、bilibili     | 12集              | 第二季常规版                          |
| 2017年12月20日－2018年4月1日  | GNZero-〇蛋厨房                            | bilibili               | 10集              | 第二季吐槽版                          |
| 2020年3月5日－6月2日          | GNZero-〇蛋厨房                            | 口袋48                 | 12集              | 直播对抗赛                            |
| 2017年5月16日－7月6日         | GNewZ新闻乱播                              | bilibili               | 7集               |                                       |
| 2017年5月17日－7月12日        | GantoNeZe星粤课堂                          | 騰訊視頻、bilibili     | 9集               |                                       |
| 2017年12月5日－2018年3月14日  | GNZchool                                   | 騰訊視頻、bilibili     | 3集               |                                       |
| 2018年1月12日－1月26日        | GNZ48美食地圖                              | 网易薄荷               | 6集               | 直播節目                              |
| 2018年4月1日－2019年4月22日   | 蠱靈精怪GNZ                                | 新浪微博、bilibili     | 12集              | 新浪明星製片人微計劃                  |
| 2020年3月3日－6月18日         | 蠱靈精怪GNZ                                | 口袋48                 | 16集              | 直播对抗赛                            |
| 2018年6月13日－12月23日       | 舞力Real Show                              | 网易薄荷               | 9集               | 第7、9集以特别公演形式进行            |
| 2019年5月7日－8月5日          | 说好的六点见                               | 今日头条               | 61集              | 第一季                                |
| 2019年10月28日－2020年1月21日 | 说好的六点见                               | 今日头条               | 21集              | 第二季                                |
| 2019年7月11日－7月26日        | 啊！！圆来是这样                           | bilibili               | 4集               |                                       |
| 2020年5月2日－7月4日          | 创造营2020                                 | 腾讯视频               | 10集              | 陈珂作為學員參與                      |
| 2020年5月8日－6月19日         | 珂研创造所                                 | 新浪微博               | 6集               | 《创造营2020》联动节目                |
| 2020年5月29日－7月23日        | 炙熱的我們                                 | 腾讯视频               | 8集               | 共3人參與                             |
| 2020年7月8日－7月21日         | 肆·捌小剧场                                | bilibili               | 3集               | 第一季                                |
| 2021年6月24日－8月5日         | 肆·捌小剧场                                | 新浪微博、bilibili     | 7集               | 第二季                                |
| 2020年7月15日                 | “悠泰szd_____”相爱不相杀欢迎会             | 口袋48                 | 1集               | 直播节目 BEJ48 Team E成员作为嘉宾参与 |
| 2021年6月15日－7月28日        | 夏天来了                                   | 口袋48、bilibili       | 14集              | 直播节目                              |
| 2021年8月6日－10月22日        | Girls Planet 999                           | Mnet、UNIVERSE、愛奇藝 | 12集              | 梁娇、梁乔作为参赛者参与              |
| 2021年8月13－15日             | 总决选答谢直播接力                         | 口袋48、bilibili       | 3集               | 直播节目                              |
| 2022年3月4－5日               | “最佳拍档”第二季·广州赛区/单人通道团建综艺 | 新浪微博、bilibili     | 2集               | CKG48成员作为嘉宾参与                 |
| 2022年4月16日－6月25日        | 了不起!舞社                                | 優酷網                 | 10集              | 唐莉佳作为参赛者参与                  |
| 2022年11月11日－2023年1月1日  | 《偶像研究计划》真心话小歌姬               | bilibili               | 5集               | 直播节目                              |
| 2022年11月20日                | 趣味世界杯                                 | 口袋48、bilibili       | 1集               | 直播节目                              |
| 2022年12月3日                 | Thanks to 运（GNZ48猜拳大会）              | bilibili               | 1集               | 直播节目                              |
| 2023年2月10－15日             | 《偶像研究计划》真心话小当家               | bilibili               | 2集               | 直播节目                              |
| 2023年5月19日                 | 密逃少女·2023特别篇SP                      | bilibili               | 1集               |                                       |

### 纪录片
| 上映时间       | 名称                                          | 备注                      |
| -------------- | --------------------------------------------- | ------------------------- |
| 2017年7月18日  | 四十八分之七-GNZ48青春实录                    | GNZ48首部官方纪录片       |
| 2017年12月15日 | 造梦工厂-少女偶像的青春秘密                   | 广州日报纪录片            |
| 2018年2月6日   | GNZ48-偶像与粉丝共栖的养成剧场                | 《三日为期》第六集        |
| 2018年7月16日  | 00后偶像预备生-也许我没有天分，但我有梦的天真 | 未视频纪录片              |
| 2019年6月28日  | 涅槃 何时重生                                 | GNZ48 Team Z官方紀錄片    |
| 2019年7月6日   | 不负众望                                      | GNZ48 Team NIII官方紀錄片 |
| 2019年7月10日  | 未来已来                                      | GNZ48 Team G官方紀錄片    |
| 2020年10月15日 | 《偶像重组计划》第一阶段全记录                | [ 93 ]                    |

## 公演

### 线上公演
| 序號 | 公演名稱                  | 日期                   | 場次 |
| ---- | ------------------------- | ---------------------- | ---- |
| 1    | 小心“疫疫”                | 2020年3月7日－4月18日  | 30场 |
| 2    | 广·你爱我·芭              | 2020年4月20日－5月5日  | 10场 |
| 3    | 夏至                      | 2020年5月14日－6月13日 | 19场 |
| 4    | 肆•捌對抗賽               | 2020年6月30日－7月16日 | 6场  |
| 5    | GNZ48 VS BEJ48對抗賽      | 2020年7月28日          | 1场  |
| 6    | Waiting 4                 | 2021年5月29日          | 1场  |
| 7    | 无限♾                     | 2021年5月29日          | 1场  |
| 8    | 梦想奋进计划-偶像研究计划 | 2022年10月21日         | 1场  |
| 9    | 身体健康                  | 2022年12月24－25日     | 2场  |

### 其他剧场的公演
Team G
| 序號 | 公演名稱     | 日期                | 剧场          | 場次 |
| ---- | ------------ | ------------------- | ------------- | ---- |
| 1    | 雙面偶像     | 2018年4月21日、22日 | CKG48星梦剧院 | 2場  |
| 2    | 启程：TEAM G | 2023年6月17日       | 重庆寅派动力  | 1場  |
| 3    | 启程：TEAM G | 2023年6月18日       | CGT48星梦剧院 | 1場  |

Team NIII
| 序號 | 公演名稱                | 日期                | 剧场                  | 場次 |
| ---- | ----------------------- | ------------------- | --------------------- | ---- |
| 1    | 第1人称                 | 2017年5月19日、20日 | SNH48星梦剧院         | 2場  |
| 2    | 第1人称                 | 2017年5月27日、28日 | BEJ48星梦剧院         | 2場  |
| 3    | 第1人称                 | 2017年6月2日        | 深圳A8Live            | 1場  |
| 4    | 他们所不知道的TEAM NIII | 2022年7月2日        | 成都东郊记忆•川秀剧场 | 1場  |
| 5    | 启程：TEAM NIII         | 2023年6月29日       | 重庆寅派动力          | 1場  |
| 6    | 启程：TEAM NIII         | 2023年7月2日        | CGT48星梦剧院         | 1場  |
| 7    | 启程：TEAM NIII         | 2023年7月29日       | SNH48星梦剧院         | 1場  |

Team Z
| 序號 | 公演名稱     | 日期          | 剧场               | 場次 |
| ---- | ------------ | ------------- | ------------------ | ---- |
| 1    | 三角函数     | 2018年7月15日 | 深圳A8Live         | 1場  |
| 2    | 三角函数     | 2019年5月26日 | BEJ48星梦剧院      | 1場  |
| 3    | 启程：TEAM Z | 2023年7月21日 | CGT48星梦剧院      | 1場  |
| 4    | 启程：TEAM Z | 2023年7月22日 | 重庆·蜚声LIVEHOUSE | 1場  |

预备生
| 序號 | 公演名稱                    | 日期              | 剧场                  | 場次 |
| ---- | --------------------------- | ----------------- | --------------------- | ---- |
| 1    | 梦想奋进计划-与星空手牵手   | 2023年3月11、12日 | 重庆重演艺术中心      | 2場  |
| 2    | 梦想奋进计划-与星空手牵手   | 2023年3月15、18日 | 重庆寅派动力          | 2場  |
| 3    | 梦想奋进计划-与星空手牵手   | 2023年3月22、26日 | 成都东郊记忆•川秀剧场 | 2場  |
| 4    | 梦想奋进计划-与星空手牵手   | 2023年4月1日      | 重庆南岸文化艺术中心  | 1場  |
| 5    | 梦想奋进计划-致每个不眠之夜 | 2023年4月8-9日    | 重庆南岸文化艺术中心  | 2場  |
| 6    | 梦想奋进计划-致每个不眠之夜 | 2023年4月15-16日  | 重庆南岸文化艺术中心  | 2場  |

GNZ48
| 序號 | 公演名稱                       | 日期          | 剧场                  | 場次 |
| ---- | ------------------------------ | ------------- | --------------------- | ---- |
| 1    | 让您渝粤                       | 2021年1月23日 | 重庆寅派动力          | 1場  |
| 2    | GNZ48&CKG48“完全不shu”特别公演 | 2022年7月3日  | 成都东郊记忆•川秀剧场 | 1場  |

## 子团体

### 企划组合
| 组合名称             | 成員                                                           | 备注 |
| -------------------- | -------------------------------------------------------------- | ---- |
| OUTTOO               | 刘力菲、陈桂君、洪静雯、黄楚茵、叶舒淇                         |      |
| 星云少女（NEBULOVE） | 罗寒月、梁娇、梁乔、江雨航、卢静、罗可嘉、吴羽霏、杨若惜、曾佳 |      |

### 星云少女
星雲少女（NEBULOVE）是GNZ48偶像研究計畫其中的一個項目。團體成立發佈於2022年12月29日，由羅寒月、梁嬌、梁喬、江雨航（已離開）、盧靜、羅可嘉、吳羽霏、楊若惜、曾佳9人組成。團體主打復古風曲，採取showcase的表演形式，其官方製作人為李懋揚（T2o）。
2022年12月29日，GNZ48官方微博中正式發佈偶像研究計畫中的全新項目星雲少女。
12月31日，舉辦新曲線上直播試聽會並正式亮相。
2023年1月7日，舉辦首場內測showcase，不帶有網上直播。1月13日，於城壹滙進行Live路演。1月14日，舉辦第二場內測showcase，不帶有網上直播。5月3日，於螢火蟲動漫遊戲嘉年華進行外務演出。12月21日，舉辦首場正式亮相。12月27日，舉辦第二場正式亮相。

#### 成員資料
| 姓名                  | 出生日期               | 出生地   | 隊內身分                       | 所屬隊伍          | 備註                                               |
| --------------------- | ---------------------- | -------- | ------------------------------ | ----------------- | -------------------------------------------------- |
| 羅寒月 (Luo HanYue)   | 1996年4月27日（27歲）  | 重慶     | 隊長、 主唱擔當、 企劃統籌     | GNZ48 TEAM Z      | /                                                  |
| 梁嬌 (Liang Jiao)     | 2003年11月1日（20歲）  | 四川成都 | 主舞擔當、 時尚造型搭配擔當    | GNZ48 TEAM G      | 梁喬的雙胞胎姐姐                                   |
| 梁喬 (Liang Qiao)     | 2003年11月1日（20歲）  | 四川成都 | rapper擔當、 忙內              | GNZ48 TEAM Z      | 梁嬌的雙胞胎妹妹                                   |
| 江雨航 (Jiang YuHang) | 1998年6月6日（25歲）   | 四川     | 美術擔當、 舞蹈監督小組長      | 原GNZ48 TEAM NIII | 於2023年1月因違反成員守則而離開GNZ48並退出星雲少女 |
| 盧靜 (Lu Jing)        | 1994年11月5日（29歲）  | 福建龍巖 | 主唱擔當、 企劃統籌            | GNZ48 TEAM NIII   | /                                                  |
| 羅可嘉 (Luo Kejia)    | 2002年2月2日（21歲）   | 台灣嘉義 | 主唱擔當、 財務擔當、 宣發擔當 | GNZ48 TEAM G      | /                                                  |
| 吳羽霏 (Wu YuFei)     | 2000年7月28日（23歲）  | 福建龍巖 | 官方發言人、 吉祥物擔當        | GNZ48 TEAM G      | /                                                  |
| 楊若惜 (Yang RuoXi)   | 2000年2月4日（23歲）   | 四川內江 | 主唱                           | GNZ48 TEAM G      | /                                                  |
| 曾佳 (Zeng Jia)       | 1999年10月24日（24歲） | 重慶     | 主唱                           | GNZ48 TEAM NIII   | /                                                  |

#### 音樂作品
- 星雲少女分別於2023年1月7日以及2023年12月21日的showcase中進行了以下歌曲的首次演出。
- 歌曲排序依照星雲少女在2023年12月21日showcase中的表演順序排列。

| 歌名                          | 概念                                             | 曲風                     | 備註                                                                                         |
| ----------------------------- | ------------------------------------------------ | ------------------------ | -------------------------------------------------------------------------------------------- |
| 獨特（Special Nature）        | 做獨一無二的自己                                 | 七十年代舞廳音樂         | /                                                                                            |
| 白日夢（Can't it be true）    | 只要保持初心，就算是年少是的幻想也總有一天會實現 | /                        | /                                                                                            |
| 失重飛行（Anti-gravity）      | 少女想要創造新世界的決心                         | /                        | 在2023年1月7日的場測中由觀眾所選出 於2023年11月5日成員盧靜的生日公演進行首次表演（非完整版） |
| 西關的雨（Rainy Melody）      | /                                                | /                        | 首演成員：羅寒月、梁嬌、盧靜、曾佳                                                           |
| 夜游上下九（Noctivagation）   | /                                                | /                        | 首演成員：梁喬、江雨航（已離開）、羅可嘉、吳羽霏、楊若惜                                     |
| 宇宙燈球（Mirror Ball Disco） | 以洗腦中毒的歌曲展示獨屬於星雲少女的特點         | Disco迪斯可              | 出道曲、於2022年12月31日線上直播試聽會進行首次表演                                           |
| 你講咩（What）                | /                                                | Electronic Swing電子搖擺 | 原唱為妖都少女                                                                               |
| 浪漫星雲（Nebulove）          | /                                                | Disco迪斯可              | *此套系列的主題曲                                                                            |
| SPEED UP                      | 追逐感                                           | /                        | /                                                                                            |
| 超新星（Supernova）           | 毀滅自我，創造重生                               | Synthwave合成器浪潮      | /                                                                                            |
| 倒計時（Countdown）           | 每一次離別都是下次重逢的倒計時                   | R&B節奏藍調              | 製作人特意為成員吳羽霏所製作的歌曲                                                           |
| 浮華謠（Flashy Dream）        | /                                                | /                        | 於2021年12月18日成員羅寒月的生日公演進行首次表演                                             |

## 獎項
| 年份 | 獎項                                                                                  |
| ---- | ------------------------------------------------------------------------------------- |
| 2016 | - VIP音乐榜 - VIP组合大奖 - 音樂先鋒榜2016年度頒獎禮 - 先锋新歌手；网络最受欢迎组合   |
| 2017 | - 最具粉丝影响力明星颁奖盛典 - 最具潜力人气女团奖                                     |
| 2020 | - 2020广州国际网红产业交易会颁奖盛典 - 年度直播创新偶像团体奖；年度优质直播内容先锋奖 |

## 注解
1. ↑  AKB48已於2016年6月9日發表聲明，指GNZ48與AKB48並無任何關係，亦不屬於AKB48集團一部分[1]
2. ↑  在AKB48及其他48系組合中，NMB48、SNH48和NGT48已成立了Team N、Team NII和Team NIII，如按隊伍順序命名，N隊應分别命名為Team NIV。現時N隊命名為Team NIII，意即按照SNH48 Group的命名顺序命名。
3. ↑  每赛季为期五个月，分别为12月1日-次年4月30日、6月1日-10月31日。
4. ↑  2022年11月26日起播映的集数未再安排GNZ48成员参与。
5. ↑  该季节目实际于2020年2月3日播毕，惟后续集数并非由GNZ48成员主持。

## 外部連結
- 官方网站
- GNZ48的新浪微博
- GNZ48官方账号的哔哩哔哩个人空间